# Île Insuíña
L' île Insuíña, également connue sous le nom de Île Medal, est une petite île galicienne inhabitée située sur la rive droite de l'embouchure de la rivière Verdugo, dans la province de Pontevedra en Espagne. Elle appartient à la commune de Pontevedra et est reliée  à la paroisse civile de Puente Sampayo par un petit pont. Elle fait 3 810 m²,.

## Localisation
L'île est située entre le pont ferroviaire reliant Arcade à Puente Sampayo en direction de Pontevedra et le pont médiéval de Puente Sampayo, à l'embouchure de la rivière Verdugo.

## Histoire
L'îlot appartenait au peintre et céramiste Antonio Medal Carrera (1902-1985) et servait à l'époque de lieu de rencontre pour des gens célèbres comme Asorey, Laxeiro, Castelao, Valle-Inclán, Manuel Quiroga et Ramón Cabanillas,.
En 2007, l'île a été acquise par le ministère de l'Environnement pour 184 104 €, qui par la suite l'a réaménagée. 
En 2010, l'île a été récupérée comme un lieu de promenade pour les citoyens. Des sentiers ont été aménagés pour accéder à l'île, les jardins ont été restaurés et certaines constructions ont été remises en état. En 2018, la passerelle d'accès à l'île a été rénovée.

## Description
L'île a divers éléments architecturaux. Elle est entourée d'un mur de pierre avec des créneaux, et a un pigeonnier cylindrique, une grenier galicien de six piliers et une tonnelle avec un sol en mosaïque, tous en granit galicien. La tonnelle est entourée de colonnes de pierre et constitue un excellent point de vue sur la partie finale de la rivière Verdugo, tout en offrant une vue panoramique sur le pont médiéval de Puente Sampayo et la montagne voisine d'A Peneda. En son centre, la table, également conçue par Antonio Medal, est restée intacte.
Pour accéder à l'île, il faut traverser un pont en pierre et un autre pont-levis en bois qui mène à un portail en pierre à une seule travée, avec des pinacles pointus aux deux extrémités, qui porte l'inscription "pequeñita pero miña" (petite mais mienne). Son ancien propriétaire, Antonio Medal, a créé un paysage et une composition architecturale harmonieux. L'île est plantée de pins, d'eucalyptus et d'arbustes ornementaux.
L'endroit où se trouve l'îlot est également une zone humide pour les oiseaux.

## Galerie d'images

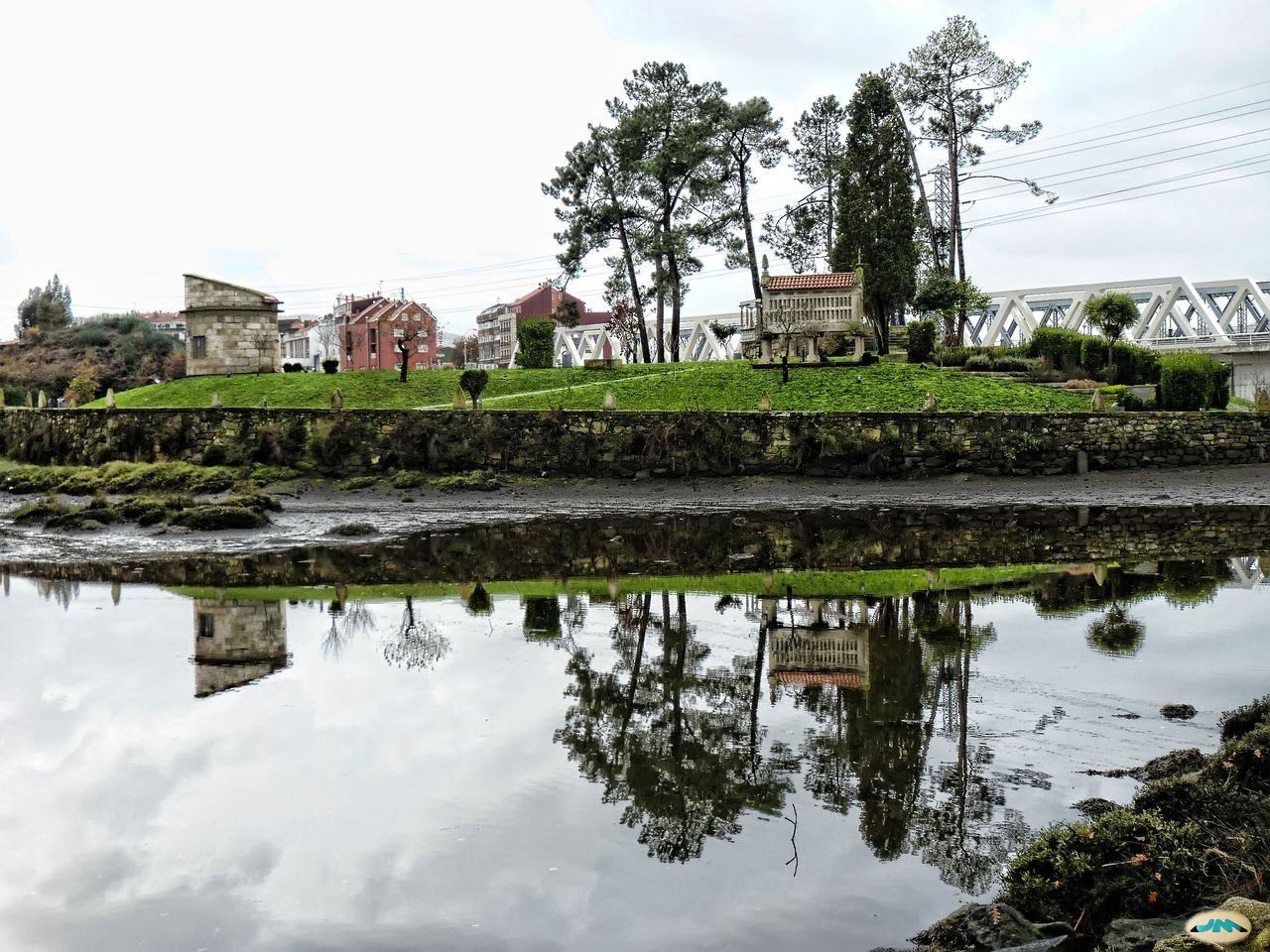
Une partie de l'île
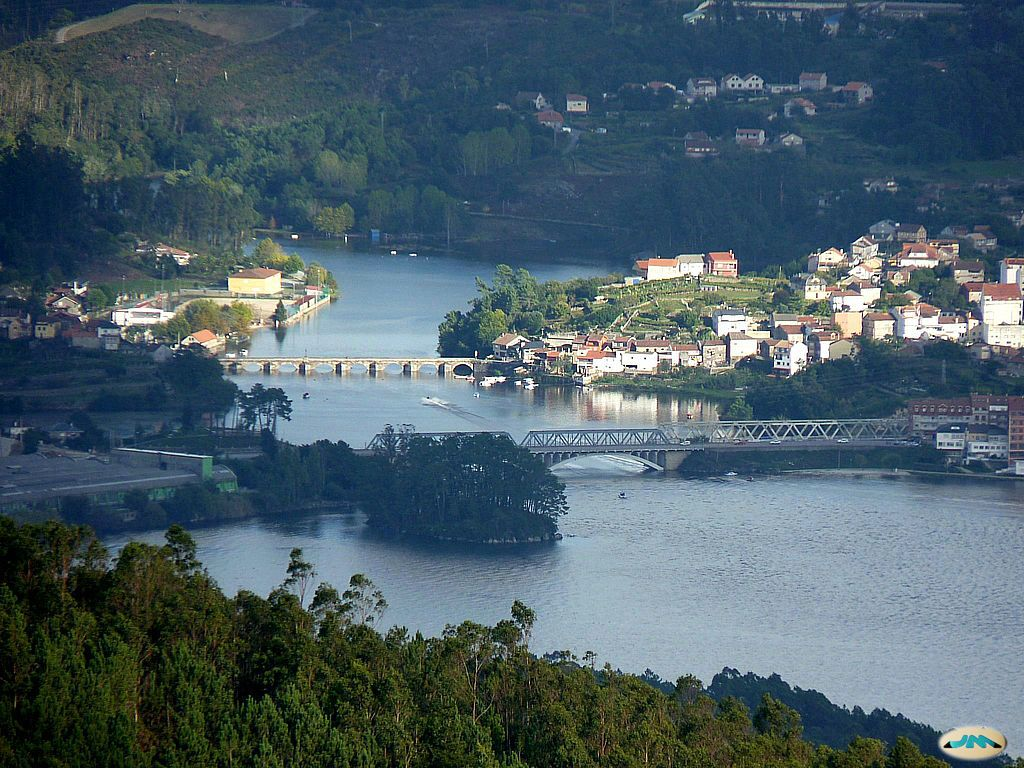
Île Insuíña à côté du pont
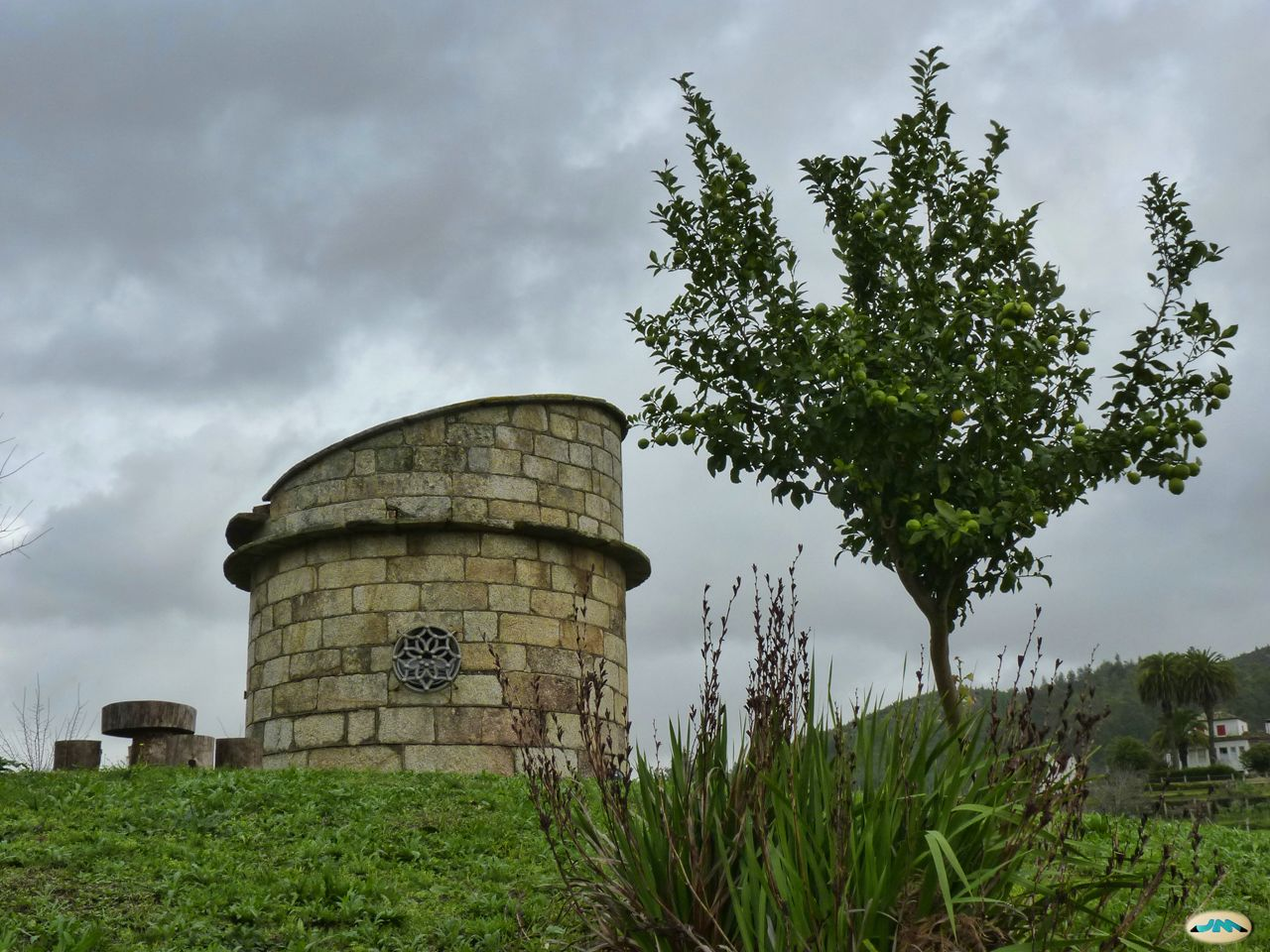
Pigonnier de l'île
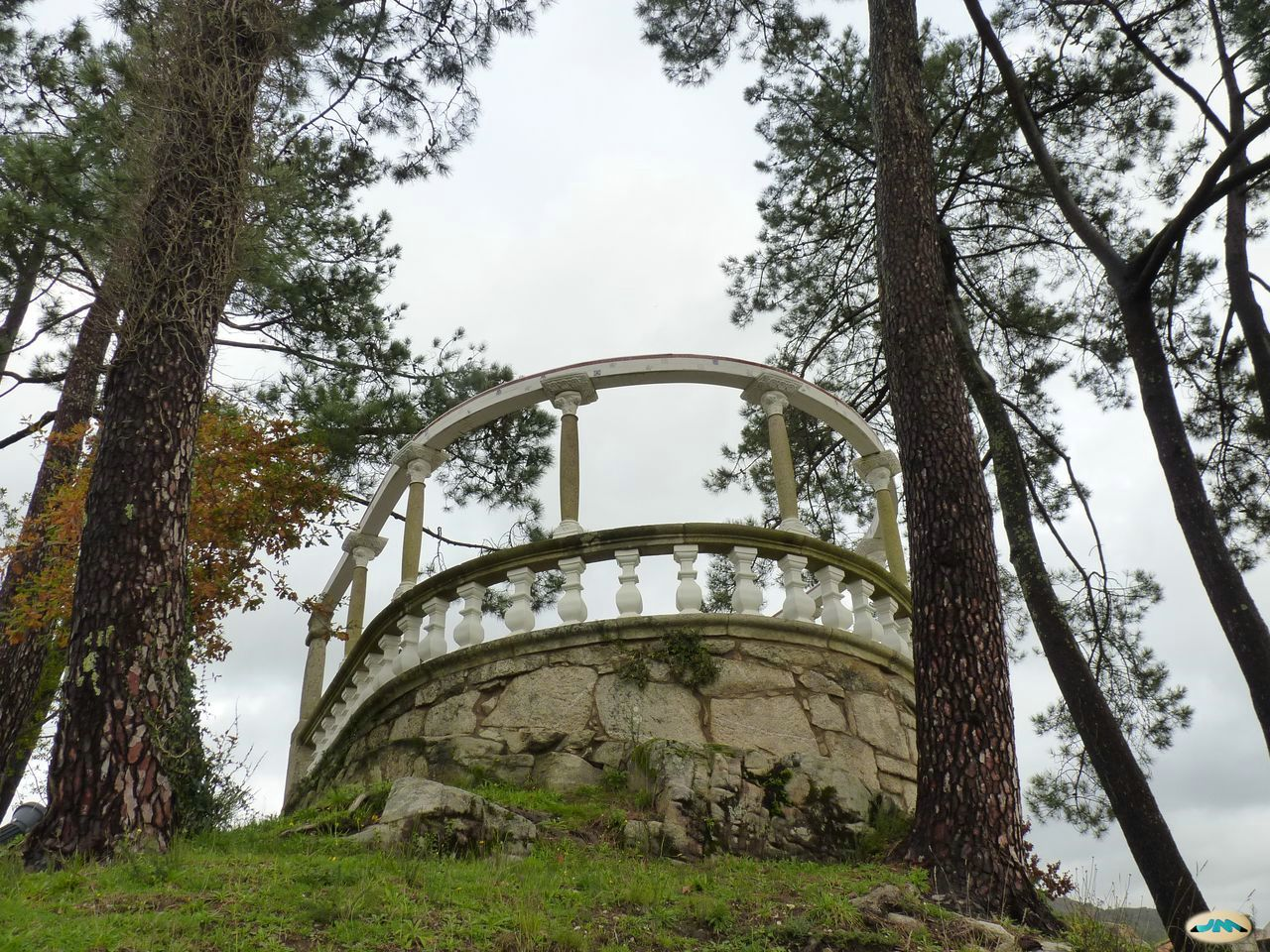
La tonnelle de l'île
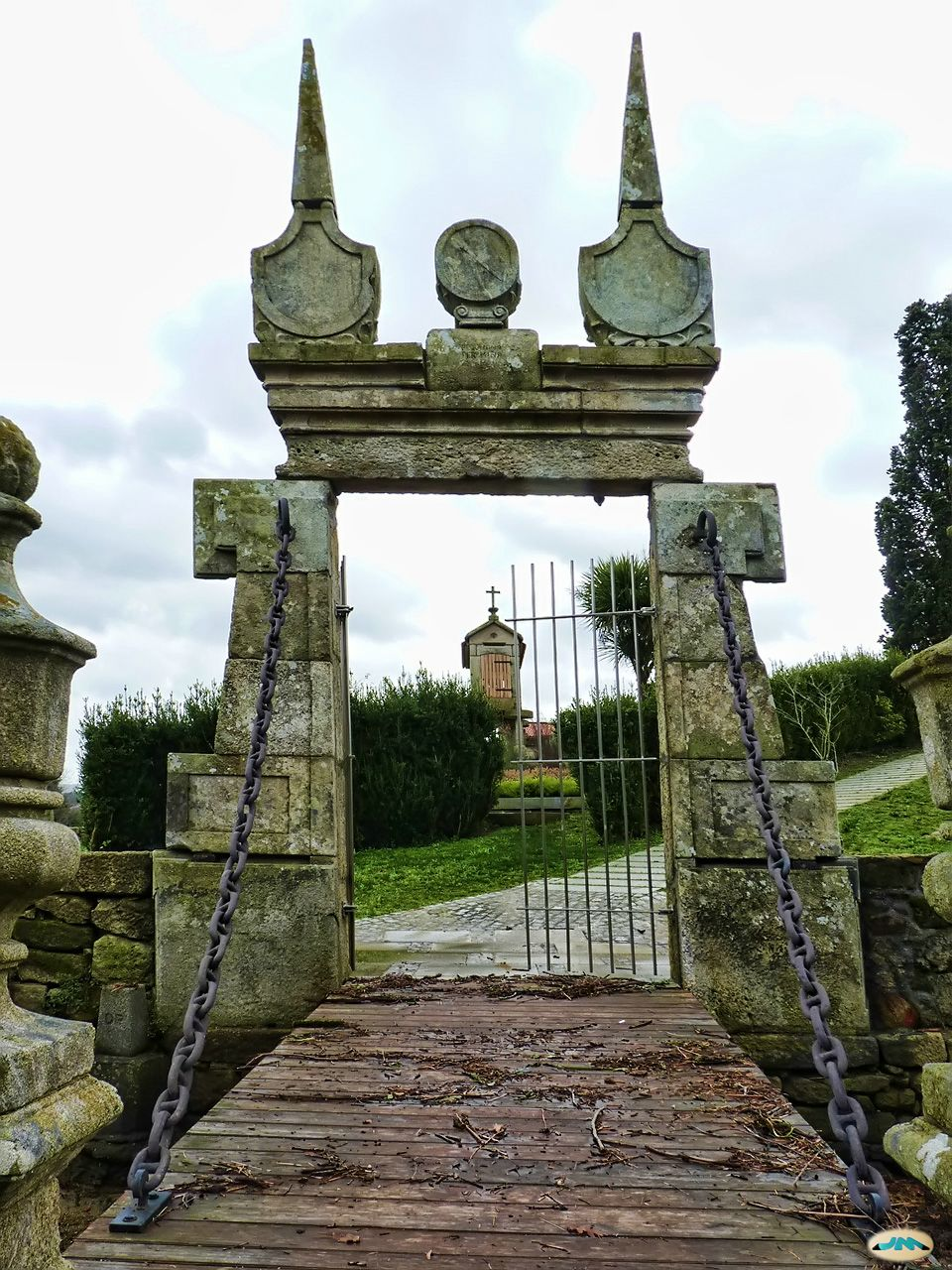
Entrée à l'île par un pont-levis en bois
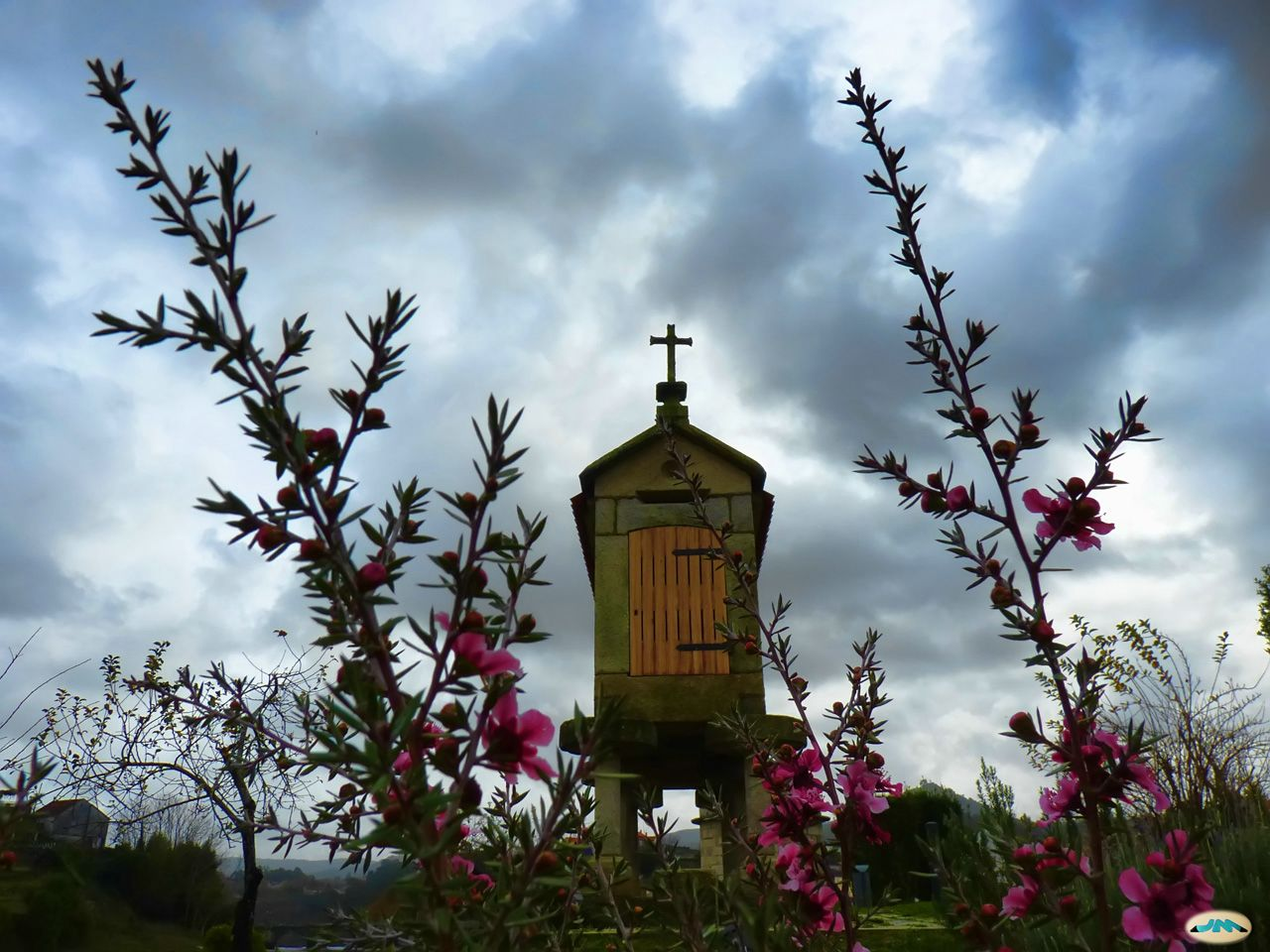
Grenier galicen sur l'île
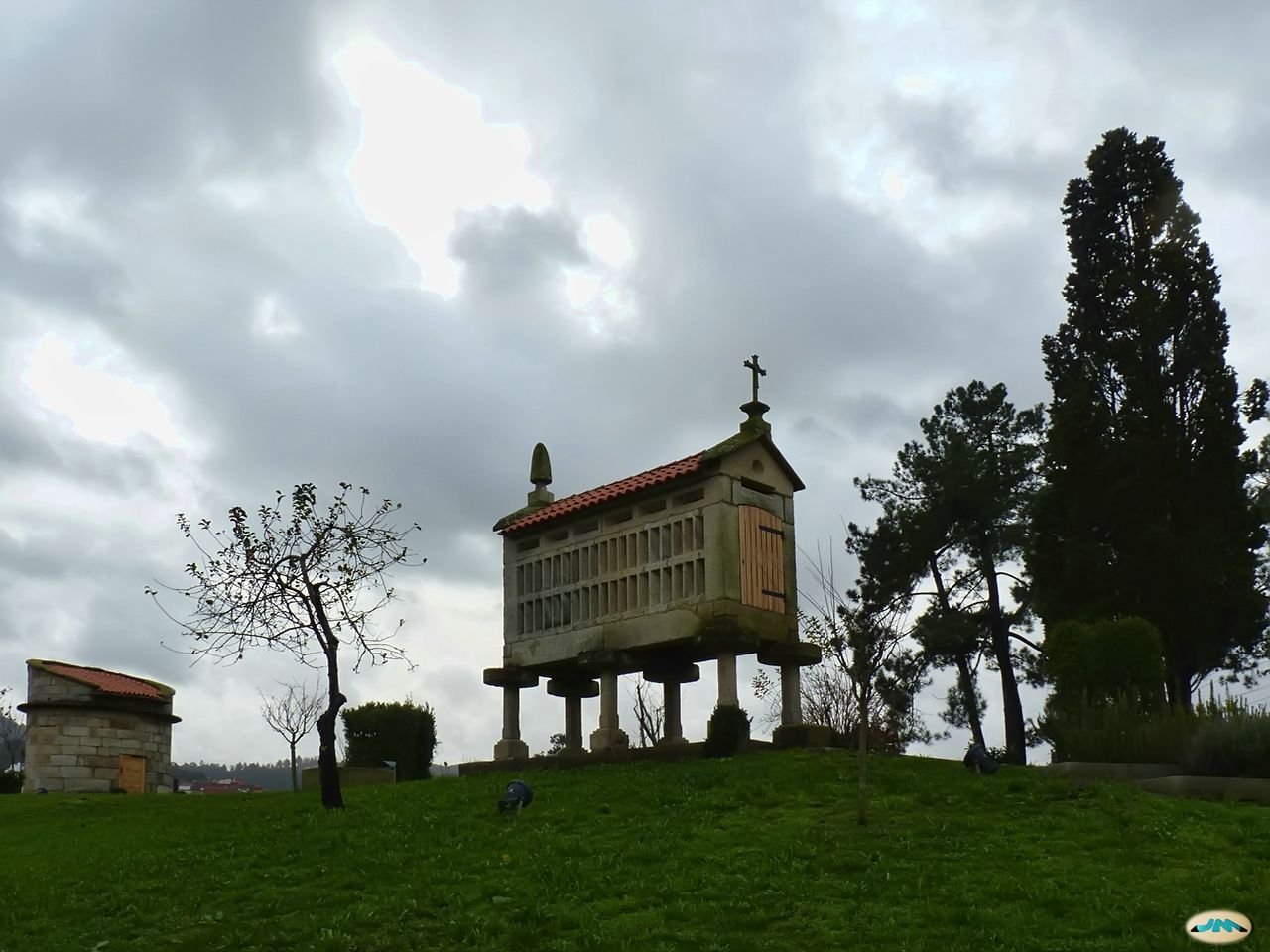
Vue de l'île
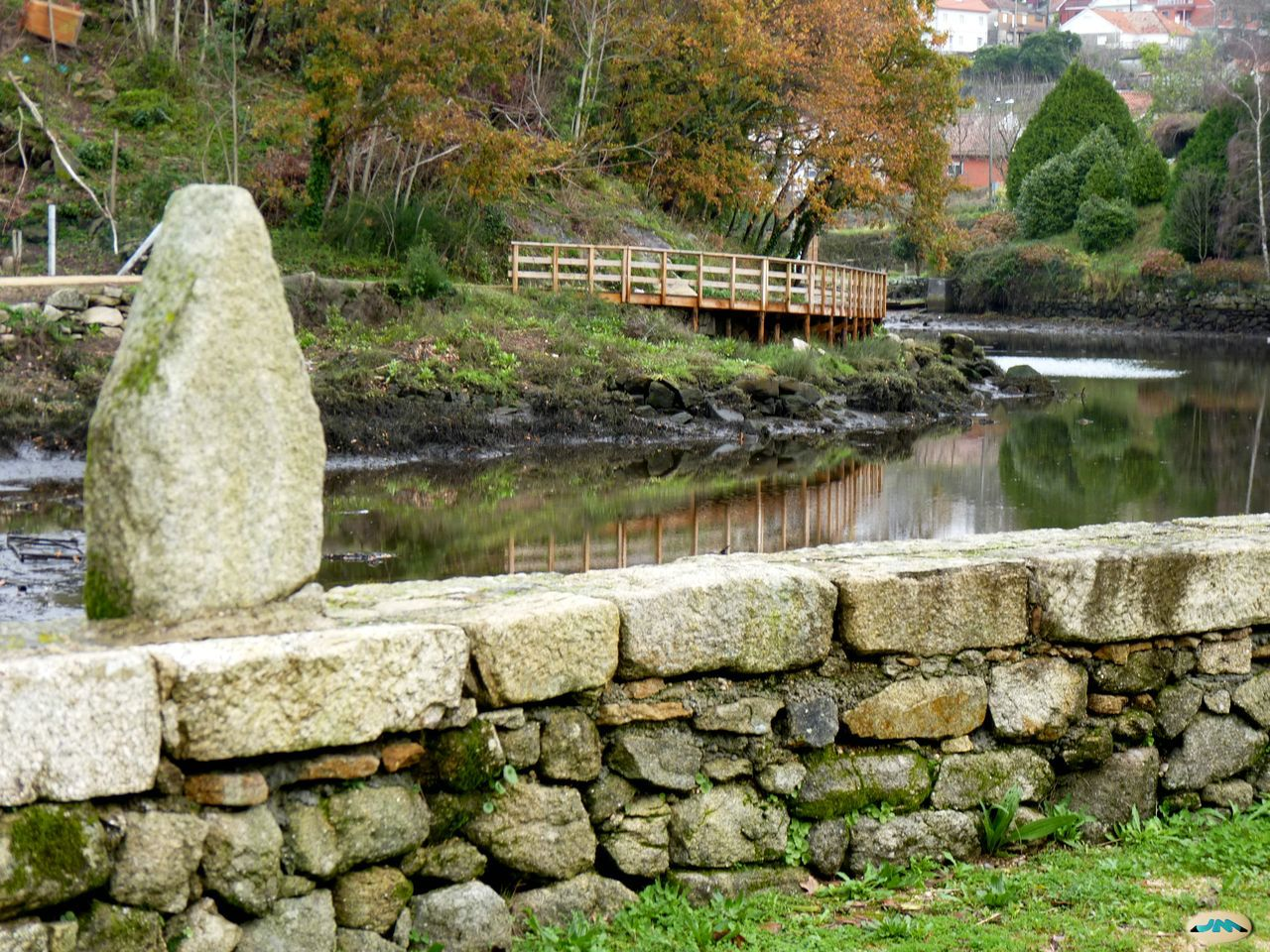
Chemin de l'île
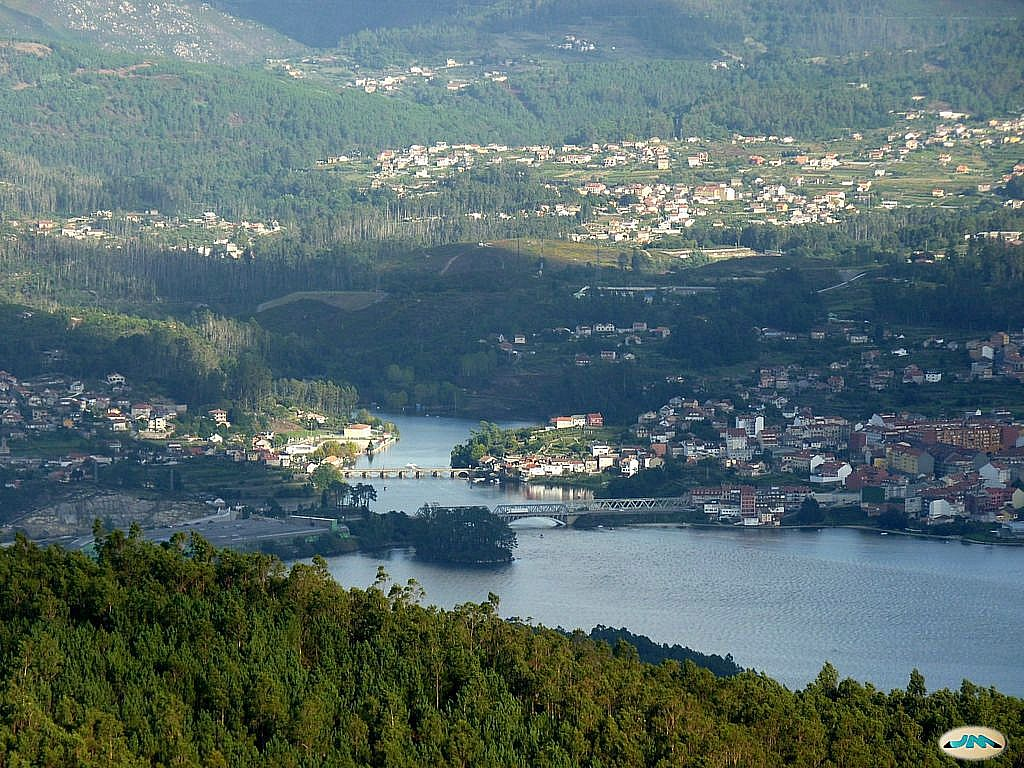
L'île depuis le belvédère de Cotorredondo

## Voir également

### Autres articles
- Ponte Sampaio, Pontevedra
- Pontevedra
- Verdugo (rivière)